# Тынчеров, Раим
Раи́м Тынче́ров (крымскотат. Raim Tınçerov; 1908, Таврическая губерния — 1973, Ташкент) — советский крымскотатарский поэт, прозаик, фольклорист и переводчик.

## Биография
Родился в селе Астырхан Таврической губернии в 1908 году.
Рано оставшись без отца, был вынужден помогать матери содержать семью, занимался самообразованием.
В 1926 году опубликовал в газете «Яш къувет» («Молодая сила») первый стих «Мухалифеткярларгъа» («Наследникам»), написанный в жанре подражания Максиму Горькому и В. Маяковскому.
Вскоре вышел в свет первый сборник «Яш эзгилер» («Юные напевы»), а в 1930 году — сборник «Юкселиш» («Подъём»).
Начиная с 1930 года работал в национальной периодике, в частности занимал должность переводчика и литературного редактора. Выполнил перевод на крымскотатарский язык произведений Горького, Салтыкова-Щедрина, Островского. В период коллективизации создал ряд рассказов и повестей, отражающих взгляды и настроения советского народа первой четверти XX века: «Темирджан къарт» («Старик с железным сердцем», 1931), «Шевкетовлар» («Шевкетовы», 1932), «Эки дава» («Две ссоры», 1934). С 1939 — член правления Союза советских писателей Крыма.
Впоследствии, в период депортации писал сочинения, в которых детально описывал события военных лет и депортации крымскотатарского народа.
В 1957 году начал работу в первой крымскотатарской газете послевоенного периода «Ленин байрагъы» («Ленинское знамя»), где проработал до последних дней жизни.
В 1959 году Р. Тынчеров вместе с К. Джаманаклы и Ю. Болатом составили и издали в Ташкенте книгу крымскотатарских народных сказок, которая стала первой в послевоенное время и остаётся одним из самых авторитетных изданий фольклора крымских татар.
Умер Раим Тынчеров после тяжёлой болезни в Ташкенте в 1973 году.